# Регионален исторически музей (Кюстендил)
Вижте пояснителната страница за други значения на Регионален исторически музей.
Регионалният исторически музей „Академик Йордан Иванов“ е създаден през 1897 г. Той е един от най-старите и най-големи музеи в България. Носи името на видния български историк, археолог и фолклорист Йордан Иванов

## История
На 3 ноември 1897 г. към Кюстендилското педагогическо училище се открива първата музейна сбирка, създаването на която е одобрено с предписание № 17323 от 1 декември 1897 г. на Министерство на просвещението. Той е първият в Югозападна България и третият в страната училищен музей, след тези на Априловската гимназия в Габрово и на Старозагорското мъжко трикласно училище.
В края на 1907 г. е приет Правилник на музея към читалище „Братство“, който започва да функционира от 1 януари 1908 г., като втори музей в града с уредник учителят Георги Златевски. Програмата на музея предвижда да бъдат разкрити разделите: читалищно дело; домашен бит; жилище и покъщнина, поминък, носия, съобщения и търговия; история и археология, география; животни и минерали.
На 6 август 1944 г. читалищният музей прераства в градски музей с галерия. От 1960 г. има статут на Окръжен исторически музей. От 1992 г. носи името на Йордан Иванов. С Постановление № 153 от 28 юли 2000 г. на Министерския съвет е преобразуван в Регионален исторически музей със седалище гр. Кюстендил и осъщестява културно-просветна дейност на територията на областите Кюстендил, Перник и Благоевград.

## Отдели
Към музея функционират отдели:
- „Археология“.
- „Етнография“. Създаден през 1963 г. В резултат на теренни проучвания и събирателска дейност във фонда на музея се съхраняват материали от бита и културата на Кюстендилския край. През 1978 г. към отдела се обособява фонд „Народни художествени занаяти“, а през 1979 г. е създаден и фонд „Фолклор“. Етнографски материали от музея са включвани в изложби в Куба и Япония (1976), Мексико (1978), САЩ и Югославия (1981) и Полша (1995).
- „Нова и най-нова история“. Началотото на отдел „Нова история“ се поставя през 1953 г., а на „Най-нова история“ през 1968 г. От 1990 г. двата отдела се обединяват под името „Нова и най-нова история“ и обхващат периода от 1878 г. до наши дни. Притежава 25 хиляди фондови единици в основния и научно-спомагателния фонд.
- „Възраждане“. През 1960 г. е създаден отдел „История на българските земи XV – XIX век“. Събира материали за стопанско-икономическия, политически и културен живот, църковната и просветна история, възрожденското изкуство и култура на Кюстендил и региона.
- „Научна група“. Създаден през 1997 г.
- „Фондове“. Създаден през 1981 г.
- „Ателие за консервация и реставрация“. Съществува от 1985 г. В него се обработват археологически експонати от метал, дърво и керамика от всички исторически епохи.
- „Фотоателие и лаборатория“.
- „Библиотека и научен архив“.
- „Издателско звено“. Отделът е създаден през 1989 г. Организира издаването на научната поредица Известия на Исторически музей-Кюстендил и Известия на научната група към музея. От 1989 г. са издадени 14 тома от Известията и два тома на научната група. Дело на екипа са и представителните издания „Кюстендил през Възраждането“, „Тетрадрахмите на Първа македонска област“, „Митрополитската църква „Успение Богородично в Кюстендил“, „Диоклецианопол“, „Празникът и делникът в Кюстендилско“, „Трагичният живот на фамилия Петкови“, както и ежегодно издавания „Музеен вестник“.

## Музейни експозиции

### Археологическа експозиция
Уредена е в зала „Асклепий“ (бул. България № 55). Включва експонати от целия Кюстендилски регион за времето от VII – VI хил. пр.н.е. до XVII в.
В раздел „Античност“ предримската епоха е илюстрирана с погребален инвентар от тракийски некропол (VII – VI век пр.н.е.) накити, глинени съдове, предмети от бита, оръжие, бойно снаряжение на тракийски аристократ (IV – III в. пр.н.е.) от с.Долна Козница. От римската Пауталия и прилежащите ѝ територии са показани керамика, апликации към колесници, пауталийски монети, бюстове и статуетки на богове от гръко-римския пантеон, мраморни релефни оброчни плочи на Тракийския конник, на Зевс и Хера, Асклепий, Хигия и Телесфор, на Митра, бюстовете на Зевс и Хера от светилището при с.Копиловци, II в., и др. Експонирана е трако-римска четириколка от с. Радловци, III в.
Средновековният Велбъжд, с неговия териториален обхват е показан с керамични съдове, предмети на въоръжението, сребърни и стъклени накити, оръдия на труда, нагръдни кръстове от X – XI в. и др. Сред експонатите са Ръждавишкия сборник от XII и Ръждавишкото съкровище – сребърни накити, западноевропейски и османски златни и сребърни монети (XVII в.). Представен е и един оловен моливдул на велбъждски епископ, XI – XII в.

### Нумизматична експозиция
Уредена е зала „Асклепий“ (бул. България № 55) и показва част от нумизматичното богатство на музея. Експонирани са сребърни и бронзови монети на македонски царе, на редица антични полиси на Балканите и Мала Азия (V – II в. пр.н.е.), римски републикански денари и монети, сечени в периода на Римската империя (I – V в.), монети от периода на Средновековието – медни и корубести монети – скифати, от Византия и България, венециански матапани и дукати, монети от късното средновековие и Възраждането – сребърни талери на западноевропейските владетели и градове и османски монети.

### Националноосвободителните борби на населението от Кюстендилския край
Експозицията се помещава в къщата музей „Ильо войвода“ – ул. Цар Освободител № 189, в реставрираната къща на Ильо Марков.

### Градски бит и култура на населението в Кюстендил от края на XIX и началото на ХХ век
Експозицията се помещава в къща музей „Емфиеджиевата къща“ – ул. Гороцветна № 24а, в реставрираната къща на кюстендилския занаятчия Христо Лазов Казанджията.

### Димитър Пешев. Спасяване на българските евреи
Експозицията се помещава в къщата музей „Димитър Пешев“ – ул. Цар Симеон I-ви № 11, в реставрираната къща на Димитър Пешев. Включва оригинални вещи, снимки и факсимилета, за събитията от март 1943 г. и за световно признатите заслуги на Димитър Пешев и неговите съграждани Петър Михалев, Асен Суичмезов, Владимир Куртев и Иван Момчилов, допринесли за спасяването на евреите в България.